# Słomków (Łódź)
Pour les articles homonymes, voir Słomków.
Słomków est une localité polonaise de la gmina de Maków, située dans le powiat de Skierniewice en voïvodie de Łódź.